# Guilleminea australis
Guilleminea australis är en amarantväxtart som först beskrevs av August Heinrich Rudolf Grisebach, och fick sitt nu gällande namn av Joseph Dalton Hooker. Guilleminea australis ingår i släktet Guilleminea och familjen amarantväxter. Inga underarter finns listade i Catalogue of Life.